# Peter Valentine Hagner
Peter Valentine Hagner est un général de brigade américain. Il est né le 28 août 1815 à Washington (District de Columbia) où il est mort le 11 mars 1893. Il est le fils de Peter Hagner, troisième auditeur sous la présidence de James Monroe, et de Frances Randall. Il est l'époux de Susan S. Peyton. Il est inhumé au Oak Hill Cemetery à Washington.

## Carrière
Peter V. Hagner sort diplômé de West Point en 1836 et rejoint le service topographique du 1er régiment d'artillerie. Il participe à la seconde guerre séminole au sein d'une batterie d'artillerie de campagne, notamment à la bataille de Wahoo Swamp. Il est ensuite envoyé à la frontière canadienne en 1838 lors de la guerre d'Aroostook. En 1840, il est transféré dans le corps d'artillerie dans lequel il est promu 1er Lieutenant et où il sert comme officier assistant dans divers arsenaux du pays. Il participe à la guerre américano-mexicaine et est promu capitaine pour conduite galante et méritoire lors de la bataille de Cerro Gordo, puis major lors de la bataille de Chapultepec. Il est blessé au pont San Cosme lors de la prise de Mexico.
Après cette blessure, il est envoyé en Europe par le Secrétariat de la guerre pour une tournée d'inspection et d'information sur les équipements et l'armement des troupes. À son retour, il commande, de 1849 à 1861, l'arsenal de Charleston, celui de Frankford puis de Leavenworth. Lors de cette période il accède au grade de capitaine, puis de major d'artillerie.
Pendant la guerre de Sécession, il est nommé inspecteur des dépôts d'artillerie, puis inspecteur des usines fabriquant des petites armes. Le 13 mars 1865, il est nommé colonel, puis général de brigade de l'armée américaine pour services fidèles et méritoires dans l'artillerie. En 1867, il accède au grade de colonel d'artillerie. De 1863 à 1880, il commande l'arsenal de Watervliet (en) et est membre de divers conseils d'artillerie jusqu'à sa retraite qu'il demande le 1er juin 1881 après plus de 40 ans de services.